# Koodlapura, Nanjangud
Koodlapura là một làng thuộc tehsil Nanjangud, huyện Mysore, bang Karnataka, Ấn Độ.